# Skodsborg Boldklub
Skodsborg Boldklub var en dansk fodboldklub fra den nordkøbenhavnske forstad, Skodsborg, der spillede i Nordre Birks Boldspil-Union. Klubben blev stiftet i 1915 og havde Springforbi i Dyrehaven som deres hjemmebane. Da klubben blev opløst i 1917 flyttede mange af spillerne til Rådvad Boldklub.
Klubben beskrives som en udløber af de opløste foreninger i Brede og Hjortekær.
Det nævnes i kilderne at flere gode spillere gik over i historien ved at de deltog på unions udvalgte hold i 1916. Spillerne var L. P. Larsen, Brødrene Hans og Aage Christensen.
Banen var så ringe stand at klubben ikke kunne opretholde livet, og måtte give op i 1917.